# Mistrovství Evropy ve vodním pólu 1999
Mistrovství Evropy ve vodním pólu za rok 1999 proběhlo v Itálii ve dnech 2. až 11. září 1999 ve dvou městech – mužský turnaj ve městě Florencie a ženský turnaj ve městě Prato.

## Česká stopa
Mužská a ženská reprezentace se na letošní mistrovství Evropy nekvalifikovala. 

## Medailisté
| Muži | Zlato | Stříbro | Bronz |
| ---- | --- | --- | --- |
| Tým  | Maďarsko (HUN) (Zoltán Kovács, Frank Tóth, Tamás Märcz, Zsolt Varga, Tamás Kásás, Attila Vári, Gergő Kiss, Csaba Kiss, Rajmund Fodor, Balázs Vincze, Barnabás Steinmetz, Péter Biros, Zoltán Kósz, Bulcsú Székely, Tibor Benedek)                                                                                    | Chorvatsko (CRO) (Siniša Školneković, Vitomir Padovan, Teo Đogaš, Dubravko Šimenc, Slavko Letica, Ratko Štritof, Mile Smodlaka, Ivo Ivaniš, Alen Bošković, Samir Barać, Igor Hinić, Frano Vićan, Vjekoslav Kobešćak, Višeslav Sarić, Vedran Jerković)                                                                   | Itálie (ITA) (Francesco Attolico, Francesco Postiglione, Leonardo Binchi, Fabio Bencivenga, Alessandro Calcaterra, Roberto Calcaterra, Antonio Vittorioso, Alberto Angelini, Andrea Mangiante, Marco Gerini, Leonardo Sottani, Carlo Silipo, Alberto Ghibellini, Francesco Riccadonna, Enrico Mammarella) |
| Ženy | Zlato | Stříbro | Bronz |
| Tým  | Itálie (ITA) (Francesca Contiová, Martina Miceliová, Carmela Allucciová, Tania Baianovaová, Gabriella Scioltiová, Monica Vaillantová, Tania Di Mariová, Cristina Consoliová, Giusi Malatová, Alexandra Araujová, Maddalena Musumeciová, Melania Gregová, Silvia Moriconiová, Silvia Bosurgiová, Martina Schiavonová) | Nizozemsko (NED) (Karla Pluggeová, Patricia Megensová, Edmée Hiemstraová, Carla Quintová, Hellen Boeringová, Karin Kuipersová, Eleonora van der Weijdenová, Gillian van den Bergová, Mirjam Overdamová, Marjan op den Veldeová, Jorieke Oostendorpová, Daniëlle de Bruijnová, Ingrid Leijendekkerová, ??? (n), ??? (n)) | Rusko (RUS) (Marina Akobijová, Galina Rytovová, Irina Tolkunovová, Jekatěrina Anikejevová, Svetlana Kuzinová, Jelena Tokunová, Marija Koroljovová, Jelena Smurovová, Taťjana Petrovová, Julija Petrovová, Sofija Konuchová, Jekatěrina Vasiljevová, Natalija Kutuzovová, ??? (n), ??? (n))                |

pozn. Dva hráči ze sestav byli nehrajícími náhradníky tj. náhradníci na tribuně, nebo necestujující náhradníci připraveni na telefonu dorazit v případě zranění.